# Prix capturé
 (février 2025).
La mise en forme du texte ne suit pas les recommandations de Wikipédia : il faut le « wikifier ».
Les points d'amélioration suivants sont les cas les plus fréquents. Le détail des points à revoir est peut-être précisé sur la page de discussion.
- Les titres sont pré-formatés par le logiciel. Ils ne sont ni en capitales, ni en gras.
- Le texte ne doit pas être écrit en capitales (les noms de famille non plus), ni en gras, ni en italique, ni en « petit »…
- Le gras n'est utilisé que pour surligner le titre de l'article dans l'introduction, une seule fois.
- L'italique est rarement utilisé : mots en langue étrangère, titres d'œuvres, noms de bateaux, etc.
- Les citations ne sont pas en italique mais en corps de texte normal. Elles sont entourées par des guillemets français : « et ».
- Les listes à puces sont à éviter, des paragraphes rédigés étant largement préférés. Les tableaux sont à réserver à la présentation de données structurées (résultats, etc.).
- Les appels de note de bas de page (petits chiffres en exposant, introduits par l'outil «  Source ») sont à placer entre la fin de phrase et le point final[comme ça].
- Les liens internes (vers d'autres articles de Wikipédia) sont à choisir avec parcimonie. Créez des liens vers des articles approfondissant le sujet. Les termes génériques sans rapport avec le sujet sont à éviter, ainsi que les répétitions de liens vers un même terme.
- Les liens externes sont à placer uniquement dans une section « Liens externes », à la fin de l'article. Ces liens sont à choisir avec parcimonie suivant les règles définies. Si un lien sert de source à l'article, son insertion dans le texte est à faire par les notes de bas de page.
- La présentation des références doit suivre les conventions bibliographiques. Il est recommandé d'utiliser les modèles {{Ouvrage}}, {{Chapitre}}, {{Article}}, {{Lien web}} et/ou {{Bibliographie}}. Le mode d'édition visuel peut mettre en forme automatiquement les références.
- Insérer une infobox (cadre d'informations à droite) n'est pas obligatoire pour parachever la mise en page.

Pour une aide détaillée, merci de consulter Aide:Wikification.
Si vous pensez que ces points ont été résolus, vous pouvez retirer ce bandeau et améliorer la mise en forme d'un autre article.
Le prix capturé, aussi appelé "prix de capture" ("capture price" ou "captured price" en anglais), est un indicateur économique permettant d’évaluer la rentabilité d’une source de production d’électricité intermittente sur le marché spot de l’électricité. Il est particulièrement utilisé dans le secteur des énergies renouvelables pour comparer les revenus réels d’une technologie donnée aux prix moyens du marché. 
Ce concept est essentiel pour analyser l'impact économique des sources d'énergie intermittentes comme l'énergie éolienne et le photovoltaïque dans un système énergétique libéralisé. En raison de la variabilité de ces énergies, le prix capturé est souvent inférieur au prix moyen du marché, phénomène accentué par l'effet de cannibalisation des prix. L’étude de cette notion est cruciale pour la conception de modèles économiques viables dans le contexte de la transition énergétique et de l’augmentation de la part des énergies renouvelables dans le mix énergétique.
Le prix capturé peut être estimé soit pour un actif de production électrique donné, soit globalement pour une filière énergétique spécifique dans une zone géographique donnée (par exemple, prix capturé moyen de l’éolien offshore français).

## Définition et contexte
À la différence du prix moyen global du marché (prix dit "baseload"), le prix capturé prend en compte la corrélation temporelle entre la production réelle d’une technologie donnée et les fluctuations horaires ou journalières des prix de marché de l'électricité.
Plus précisément, le prix capturé se calcule par la moyenne des prix spot horaires pondérée par la production horaire effective de la technologie.
Cette notion permet de comparer la valeur réelle générée par une technologie par rapport à la valeur moyenne du marché électrique global, et d'analyser ainsi son impact économique.

## Historique
Le concept de prix capturé est apparu avec la libéralisation des marchés de l’électricité dans les années 1990 et 2000. Avant cette période, les prix de l’électricité étaient souvent régulés ou garantis par des contrats de long terme.  
L'essor des énergies renouvelables dans les années 2010 a rendu cette notion de plus en plus importante, car la production intermittente a commencé à impacter significativement la formation des prix sur les marchés électriques.  
Avec la montée en puissance des PPA (contrats d’achat d’électricité) et du développement des capacités de stockage de l'énergie, la gestion du prix capturé est devenue un enjeu majeur pour les producteurs d’énergies renouvelables.

## Facteurs influençant le prix capturé
Plusieurs facteurs influencent la valeur du prix capturé :
- La corrélation temporelle entre production renouvelable et pics de consommation électrique.
- Le taux de pénétration des énergies renouvelables dans le mix énergétique régional ou national, entraînant notamment des effets de cannibalisation des prix lors des périodes de forte production[1].
- Les mécanismes réglementaires et économiques en place : tarifs d’achat, compléments de rémunération, Power Purchase Agreements (PPA), etc.[2].
- La flexibilité du réseau électrique et le développement du stockage, qui permettent de limiter l'effet de cannibalisation et d'optimiser le prix capturé des énergies renouvelables.

## Conséquences économiques
Le prix capturé peut être inférieur ou supérieur au prix moyen du marché selon les conditions. Lorsque ce prix est inférieur au prix moyen du marché, souvent en raison d'une forte production renouvelable simultanée, on parle d'effet de cannibalisation des prix.
Une cannibalisation importante des prix, se traduisant par un faible prix capturé, voire des prix négatifs, indique généralement une forte pénétration des énergies renouvelables sur le réseau électrique, en l'absence de solutions de flexibilité comme le stockage ou la modulation de la demande.
À l’inverse, un prix capturé élevé reflète généralement une moindre disponibilité de production renouvelable par rapport à la demande, notamment lors des périodes de pointe.
Par ailleurs, la baisse généralisée des coûts de production des énergies renouvelables contribue à renforcer leur compétitivité économique, même si l'effet de cannibalisation des prix peut être un défi dans certains marchés matures.

## Exemples par pays
En France, en décembre 2024, le prix capturé moyen de l’éolien terrestre était estimé à 83,94 €/MW. Durant la même période, le prix baseload moyen était de 98 €/MWh, soit un écart significatif.
En 2022, pendant la crise énergétique liée à la guerre en Ukraine, la différence entre le prix capturé et le prix moyen du marché était encore plus marquée tout au long de l'année. 

## Exemples et implications économiques
En France, le prix capturé moyen de l’éolien terrestre pour le mois de décembre 2024 a été estimé à environ 83,94 €/MWh, alors que le prix moyen de base (baseload) sur le marché spot atteignait 98,00 €/MWh. Cet écart illustre le phénomène de cannibalisation des prix, caractérisé par une baisse des prix de marché lors de fortes productions renouvelables, notamment en période venteuse ou très ensoleillée.
Cette diminution du prix capturé affecte directement la rentabilité des producteurs d’énergie renouvelable. Pour y faire face, différentes stratégies sont mises en place :
- Le développement de contrats de gré à gré (Power Purchase Agreements, PPA) permettant de sécuriser un revenu fixe sur le long terme ;
- L’intégration de solutions de stockage d’énergie, qui permettent de différer la vente de l’électricité sur des périodes de prix plus favorables ;
- L’évolution des marchés vers une meilleure flexibilité de la demande (via des mécanismes d’effacement ou de réponse à la demande).

Du point de vue réglementaire, certains mécanismes, comme les primes à l’injection, les marchés de capacité, ou les ajustements tarifaires nationaux, visent à atténuer les effets négatifs du prix capturé et à favoriser l’intégration des énergies renouvelables dans le mix énergétique européen.